# Destinazione Piovarolo
Totó Chefe de Estação (Destinazione Piovarolo) é um filme italiano de 1955, dirigido por Domenico Paolella.
Estreou em Portugal a 3 de Agosto de 1955.

## Sinopse
Antonio é o chefe de estação de Piovarolo e há anos que espera uma promoção. Um dia, por causa de um deslizamento de terras, o comboio que transporta o ministro das comunicações é obrigado a parar em Piovarolo. É então que Antonio vai tentar arrancar, de todas as maneiras, uma promessa de promoção ao ministro, coisa difícil tendo em conta os seus antecedentes como chefe de estação.

## Elenco
- Totò: Antonio La Quaglia
- Marisa Merlini: Sara, la moglie
- Irene Cefaro: Mariuccia La Quaglia, la loro figlia
- Tina Pica: Beppa, la casellante tuttofare
- Ernesto Almirante: Ernesto, il vecchio garibaldino
- Arnoldo Foà: il podestà
- Enrico Viarisio: l'on. De Fassi, popolare
- Paolo Stoppa: l'on. Marcello Gorini, socialista
- Fanny Landini:
- Nando Bruno: Il Sagrestano
- Mario Carotenuto: il capostazione uscente
- Giacomo Furia: il segretario di de Fassi
- Carlo Mazzarella: il segretario di Gorini
- Nino Besozzi: il ministro delle comunicazioni
- Leopoldo Trieste: il segretario del ministro

## Ligações Externas
- Totó Chefe de Estação. no IMDb.
- Antonio Curtis:Destinazione Piovarolo